# Mammillaria johnstonii
Mammillaria johnstonii ist eine Pflanzenart aus der Gattung Mammillaria in der Familie der Kakteengewächse (Cactaceae). Das Artepitheton johnstonii ehrt den US-amerikanischen Botaniker Ivan Murray Johnston.

## Beschreibung
Mammillaria johnstonii wächst meist einzeln, gelegentlich von der Basis her sprossend. Die kugeligen bis kurz zylindrisch geformten, trüb bläulich-graugrünen Triebe werden 15 bis 20 Zentimeter hoch. Die vierkantigen  Warzen enthalten Milchsaft. Die Axillen bleiben nackt. Die 2 Mitteldornen, selten auch 4 bis 6, sind bläulich-braun, gerade, einer abstehend die übrigen spreizend. Sie werden 1 bis 2,5 Zentimeter lang. Die 10 bis 14 Randdornen sind nadelig, steif, weiß mit brauner Spitze. Sie werden 6 bis 9 Millimeter lang.
Die Blüten sind weiß bis hellrosa oder auch cremefarben mit rosa bis bräunlichen Mittelstreifen. Sie werden bis zu 2 Zentimeter im Durchmesser groß. Die scharlachroten Früchte sind kugelig angeschwollen. Sie enthalten braune Samen.

## Verbreitung, Systematik und Gefährdung
Mammillaria johnstonii ist im mexikanischen Bundesstaat Sonora in der Bahia San Carlos verbreitet.
Die Erstbeschreibung als Neomammillaria johnstonii erfolgte 1923 durch Nathaniel Lord Britton und Joseph Nelson Rose. Charles Russell Orcutt stellte die Art 1926 in die Gattung Mammillaria.
In der Roten Liste gefährdeter Arten der IUCN wird die Art als „Endangered (EN)“, d. h. als stark gefährdet geführt.

## Nachweise